# Monument à Alfred Sisley
Le monument à Alfred Sisley est un groupe statuaire situé à Moret-sur-Loing (Seine-et-Marne - France). Réalisé par Eugène Thivier, il représente un buste en bronze du peintre Alfred Sisley sur un piédestal auquel est adossée une sculpture en pierre représentant une jeune femme symbolisant la vallée du Loing.
L'édifice inauguré le 15 juillet 1911 sur le Champ de Mars à l’entrée ouest de Moret, sous la présidence d'Étienne Dujardin-Beaumetz, est érigé grâce à une souscription publique initiée par le comité du monument Sisley comportant des habitants de Moret, et la participation notable de Francis Picabia. En 1994, le monument est déplacé sur la place Samois, devant la porte de Samois, à proximité de l’office de tourisme et du musée municipal de Moret. 

## Contexte

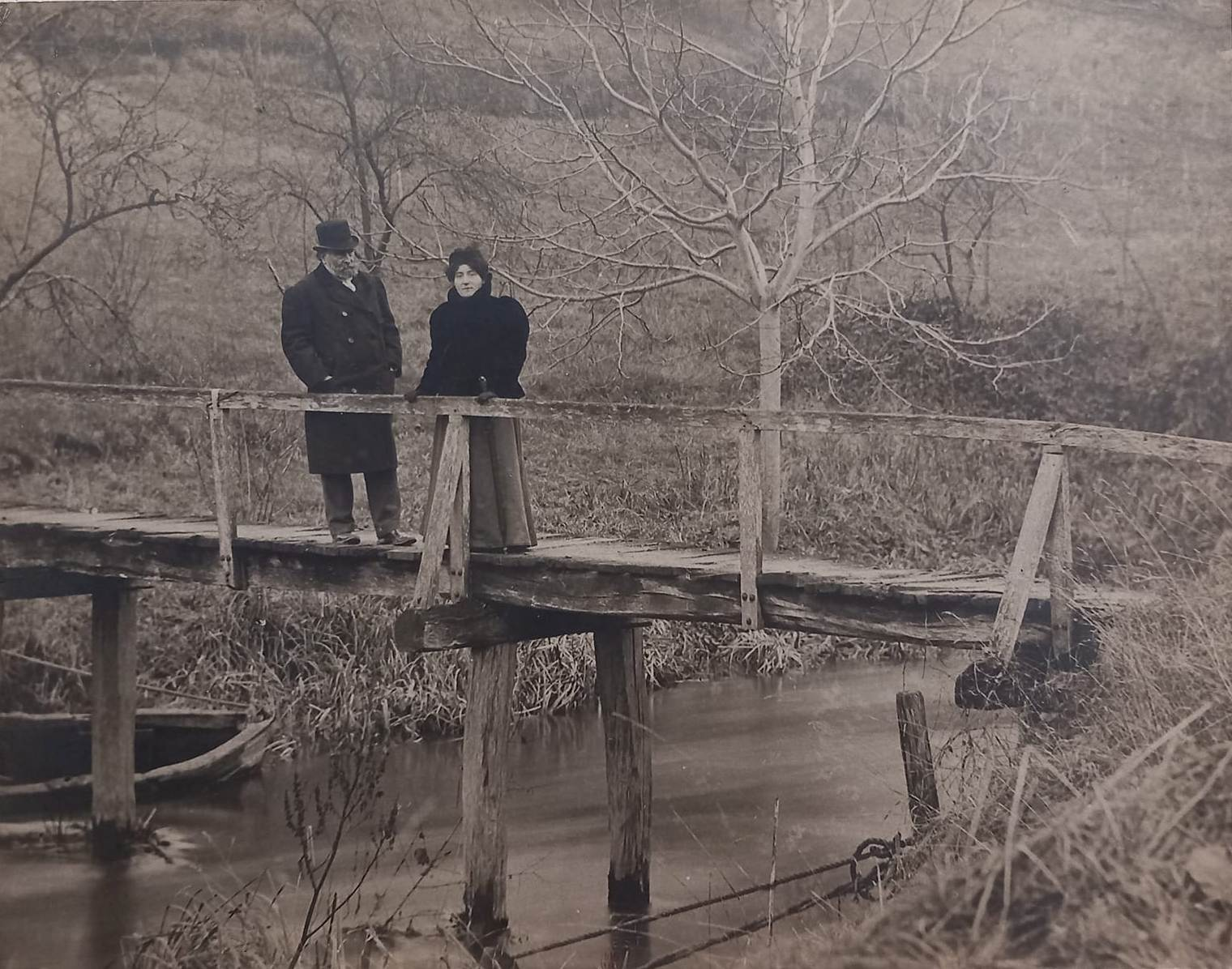
Alfred Sisley et sa fille Jeanne à la passerelle à Moret.

Alfred Sisley (1839-1899), un des fondateurs principaux de l'impressionnisme, déménage en 1880 à Veneux-Nadon adoptant alors l'ensemble de la région, ce qui peut-être considéré comme un changement dans le parcours du peintre, ou un retour aux sources des envirions de la forêt de Fontainebleau. Dès le 31 août 1881, Sisley en vante ainsi les avantages à Claude Monet : « Le pays n'est pas mal, un peu paysage dessus-de-tabatière, du reste vous devez vous en souvenir. Du côté où je suis, il y avait au moment où je suis venu de fort jolies choses à faire, mais on a fait des travaux pour le canal, abattu des arbres, fait des quais, aligné des berges. Moret est à deux heures de Paris, manque pas de maisons à louer dans les prix de six cents à mille francs. Marché une fois par semaine, église fort jolie, vues assez pittoresques ; d'ailleurs si votre idée est de venir par ici, venez voir. Veneux-Nadon est à dix minutes de la station de Moret. » Sisley s'installe à Moret-sur-Loing en septembre 1882 puis aux Sablons en octobre 1883, avant un retour définitif à Moret en novembre 1889. 
Dans une lettre à Adolphe Tavernier de 1892, Sisley affirme que c'est ici qu'il a créé ses meilleures œuvres : « Je suis donc depuis bientôt 12 ans à Moret où aux environs. C’est à Moret devant cette nature si touffue, ses grands peupliers, cette eau du Loing si belle, si transparente, si changeante, c’est à Moret certainement que j’ai fait le plus de progrès dans mon art ; surtout depuis trois ans. Aussi quoiqu’il soit bien dans mes intentions d’agrandir mon champ d’études, je ne quitterai jamais complètement ce coin si pittoresque. » Sisley travaillait en plein air à tout moment de l'année, capturant ses vues préférées de la ville et de ses environs. Nombre de ses peintures sont dédiées au donjon, à la porte de Bourgogne, à l'église dont il réalise une série, au pont de Moret sur le Loing, ainsi qu'aux paysages fluviaux de Saint-Mammès à proximité, là où le Loing se confond avec la Seine. 
Une photographie, datée de 1897 ou 1898 par Christophe Langlois, figure Alfred Sisley, coiffé d'un haut-de-forme victorien et sa fille Jeanne Sisley devant le coteau de Saint-Nicaise, un des versants de la Montagne Creuse, sur une passerelle de bois enjambant l’Orvanne à proximité de Moret-sur-Loing.
Sisley meurt le 29 janvier 1899 à Moret et est enterré avec son épouse, Marie-Louise Adélaïde-Eugénie Sisley morte 4 mois plus tôt, dans le cimetière de la ville, sous un rocher de grès de la forêt de Fontainebleau, en présence de Claude Monet, Camille Pissarro et Auguste Renoir, les trois autres fondateurs principaux de l'impressionnisme.

## Histoire
Le 15 juin 1905, une annonce dans la revue Mercure de France du comité exécutif du monument Sisley indique qu'il a pour projet de célébrer au nom de la ville de Moret-sur-Loing la mémoire d'Alfred Sisley par l'érection d'un monument artistique sur la place du Pont, chère au peintre. Étienne Dujardin-Beaumetz, sous-secrétaire d'État aux Beaux-Arts, en est nommé président d'honneur. Le peintre Antoine Guillemet et le sénateur Charles Prévet en sont les deux vice-présidents d'honneur. Le Comité a pour président M. de Brequeville, pour vice-présidents MM. Barbey, Geoffroy, Bellier, pour secrétaire-général, M. Drège, pour secrétaire-adjoint, M. Thoiré, pour trésorier maître Lalande, notaire à Moret et compte parmi ses membres, MM. Sauvé, Tolin, Turpin, Paupardin, Picabia, Hœniger, Thiesson, Berthier, Chesnoy. Selon le comité, les enfants de Sisley acceptent l'hommage et laissent au comité toute liberté pour accomplir son projet.
La provincialisation de l'emplacement du monument lui assurera une cérémonie aussi « discrète » que « modeste » selon les termes du critique d'art Louis Vauxcelles,. 
Le sculpteur américain George Grey Barnard, ayant son atelier à Moret, est pressenti dès mars 1905, mais le comité passe la commande à Eugène Thivier. 
Jeanne Sisley, la fille du peintre, demande à Auguste Rodin de réaliser un buste représentant Alfred Sisley, ce que Rodin accepte, mais le comité avait fait appel au sculpteur Eugène Thivier,, si bien que Jeanne Sisley retire son soutien au monument le 13 juillet 1905.
En 1907, le conseil municipal déplace le projet du centre-ville vers l'axe du port, entre le Loing et le kiosque de la fanfare. 

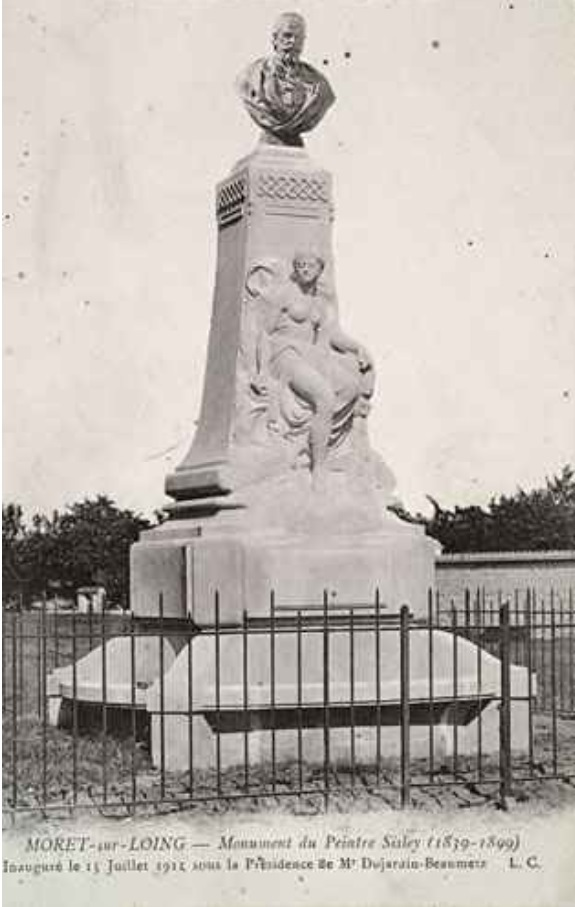
Monument du Peintre Sisley en 1911, carte postale de.

Le 1er mai 1908, Eugène Thivier expose au salon des artistes français au Grand Palais un fragment de sa sculpture pour le monument Sisley,.
Francis Picabia, vice-président du comité du monument Sisley depuis 1906, fait un don de plus de 5 000 francs pour couvrir les frais du monument le 9 août 1908, ce qui lui vaut de devenir président du Comité Sisley, se plaçant symboliquement dans la filiation du peintre,. Il propose alors l'admission de Gustave Danthon au sein du comité.
En 1911, Adolphe Tavernier organise une souscription pour le monument à Sisley, le 31 mars, Auguste Renoir demande à Paul Durand-Ruel d'envoyer 500 francs à Tavernier pour le monument. Isaac de Camondo donne également une contribution pour laquelle Tavernier le remercie le 28 mars.
Selon l'usage, le financement principalement privé est assorti de subventions publiques dont celles des municipalités de Moret, de Paris, des conseils généraux de Seine-et-Marne et de la Seine mais aussi de l'État.
Le monument, conçu par l'architecte Maillard,, est inauguré  le 15 juillet 1911 à 15 heure sous la présidence d'Étienne Dujardin-Beaumetz, au Champ de Mars à Moret où il fait 30°C à l'ombre en lien avec la vague de chaleur de l'été 1911 en Europe. En outre, était aussi présent, le député de Seine-et-Marne Jacques-Louis Dumesnil, le préfet de Seine-et-Marne Olivier Bascou, le sous-préfet de Fontainebleau Hilaire Delfini, le maire de Moret et conseiller général Georges Lioret, le conseiller d'arrondissement Henri Vallée, le président du Comité Sisley M. Geoffroy, le peintre Antoine Guillemet, le membre du Comité, Elie Jules Sauvé et le fils de Sisley, Pierre Sisley. Un buste en bronze d'Alfred Sisley est placé sur un piédestal, regardant en direction de la rivière du Loing. Adossée au piédestal, une sculpture représentant une jeune femme symbolise la vallée du Loing, inspiratrice du peintre à la prestigieuse palette, sur laquelle « Tout l'espace frémit, s'irise et se reflète », selon le sonnet à Sisley d'Antoinette Renaud, lu à l'inauguration du monument.
En 1911, Alfred Sisley est le premier artiste impressionniste à recevoir un hommage public, notamment des habitants de Moret-sur-Loing, d’un monument commémoratif.
En 1994, le monument à Alfred Sisley, est déplacé depuis le Champ de Mars à l’entrée ouest de la ville, sur la place Samois, devant la porte fortifiée de Samois, à proximité de l’office de tourisme et du musée.

## Description
Le monument représente Alfred Sisley et une figure allégorique. Le buste en bronze, juché sur un piédestal, réalisé par le sculpteur néo-classique Siméon Eugène Thivier, représente le peintre Alfred Sisley et a coûté 12 000 francs . Sur le piédestal, dans toute sa hauteur, une naïade gracieuse, la plus jeune du Loing est sculpté par Thivier. En bas du monument est gravé l’inscription : A. Sisley 1839 – 1899.

Vues complémentaires
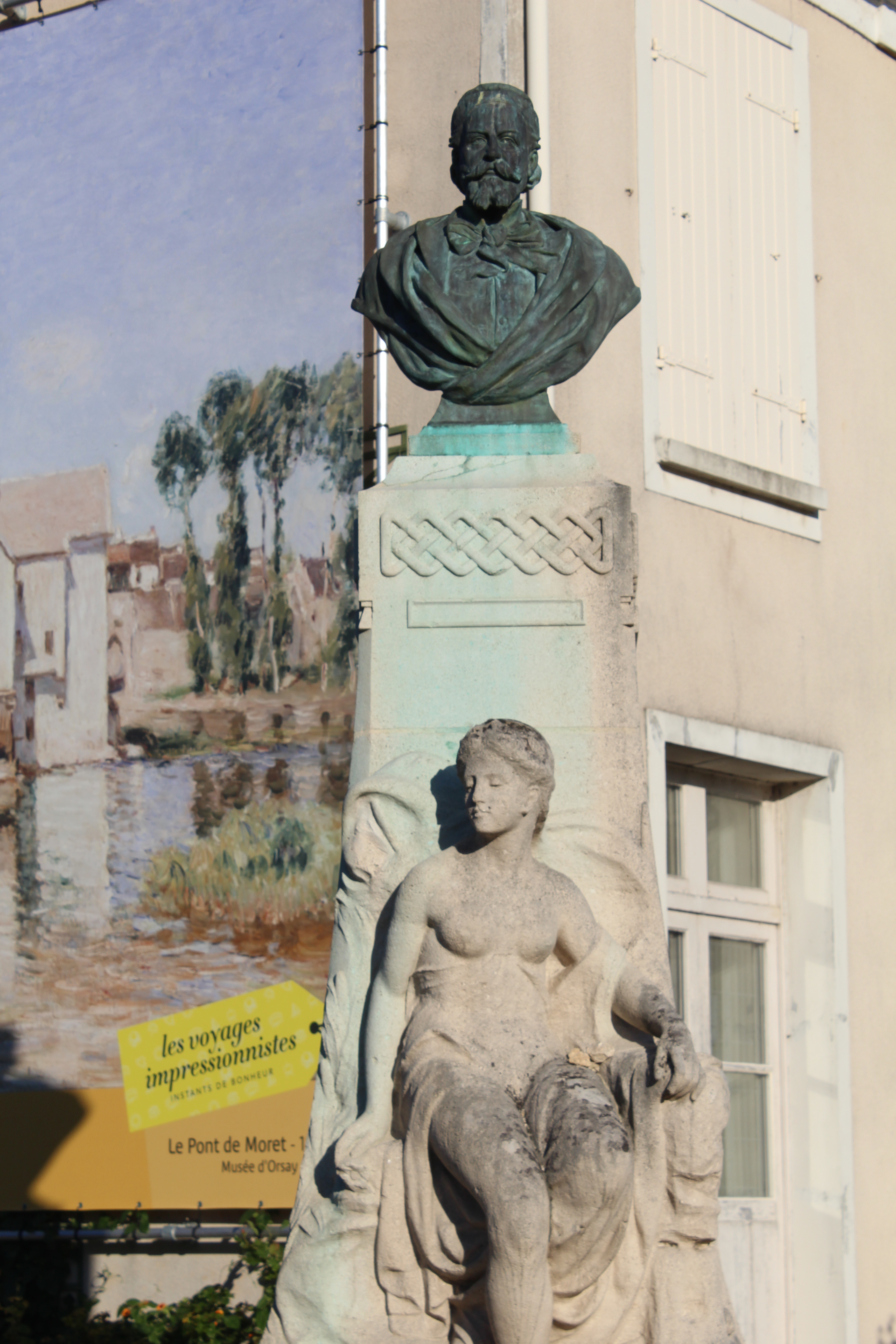
Groupe statuaire vu de face en 2017.
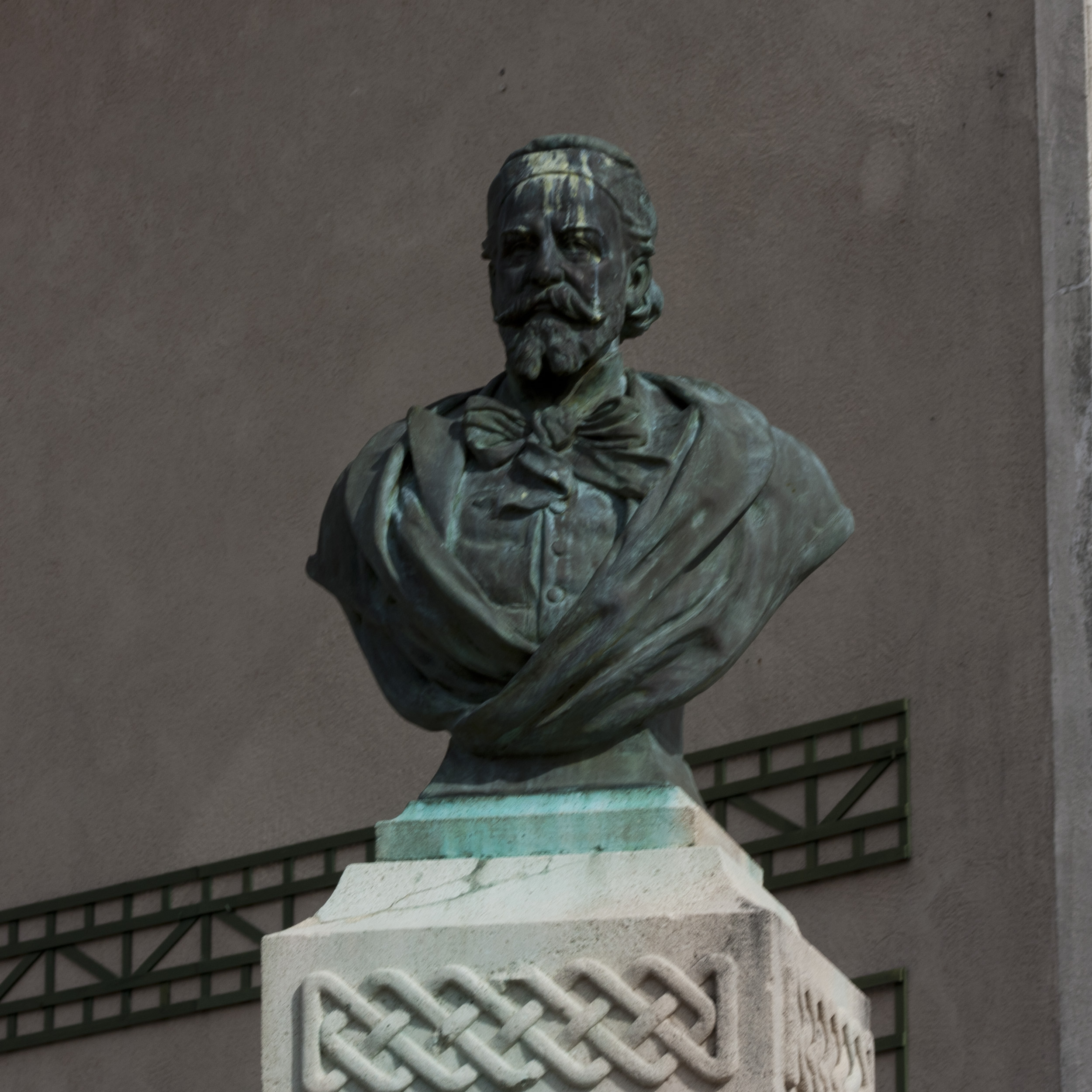
Détail du groupe statuaire, le buste de Sisley.
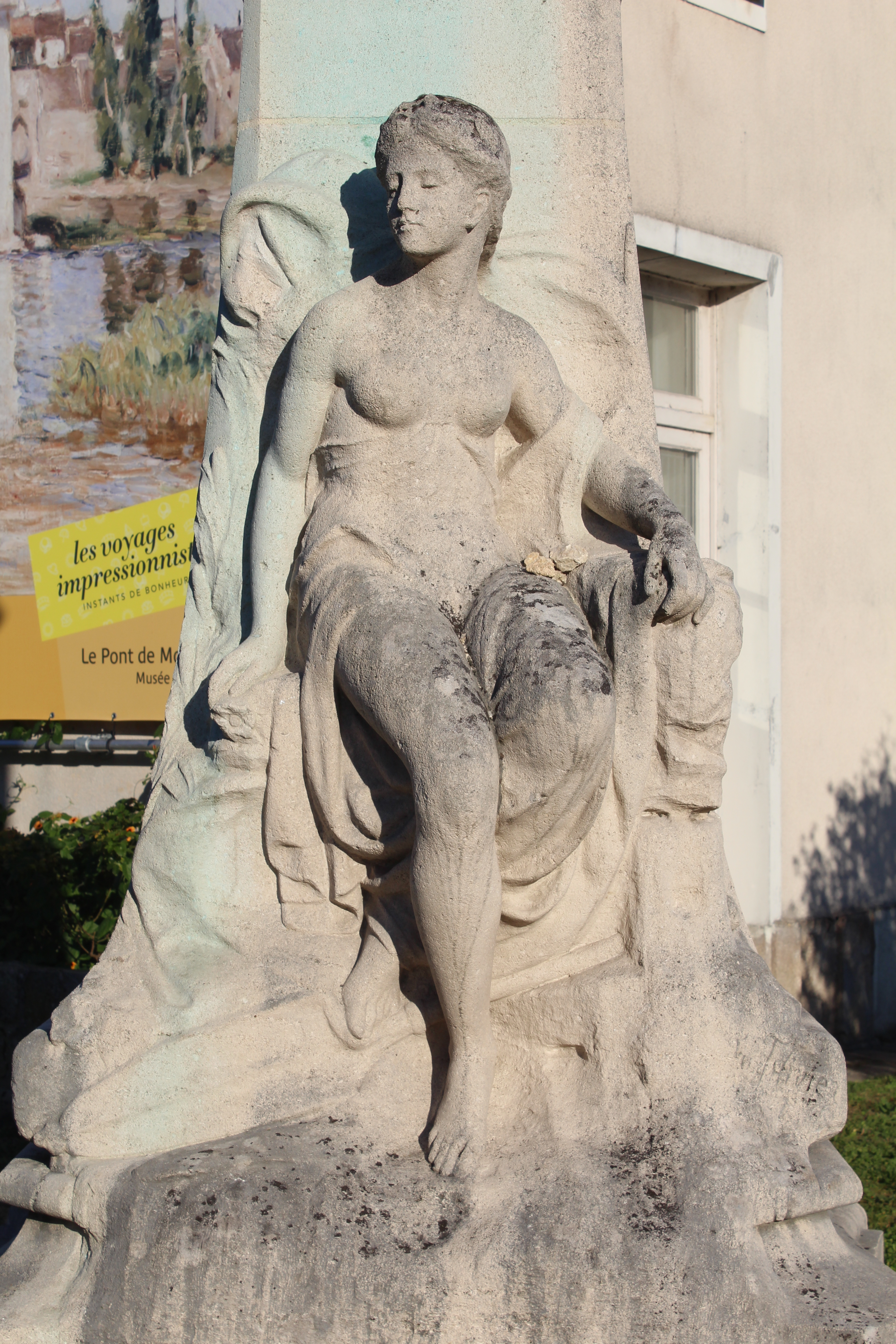
Naïade gracieuse du Loing, sculptée dans la hauteur du piédestal.
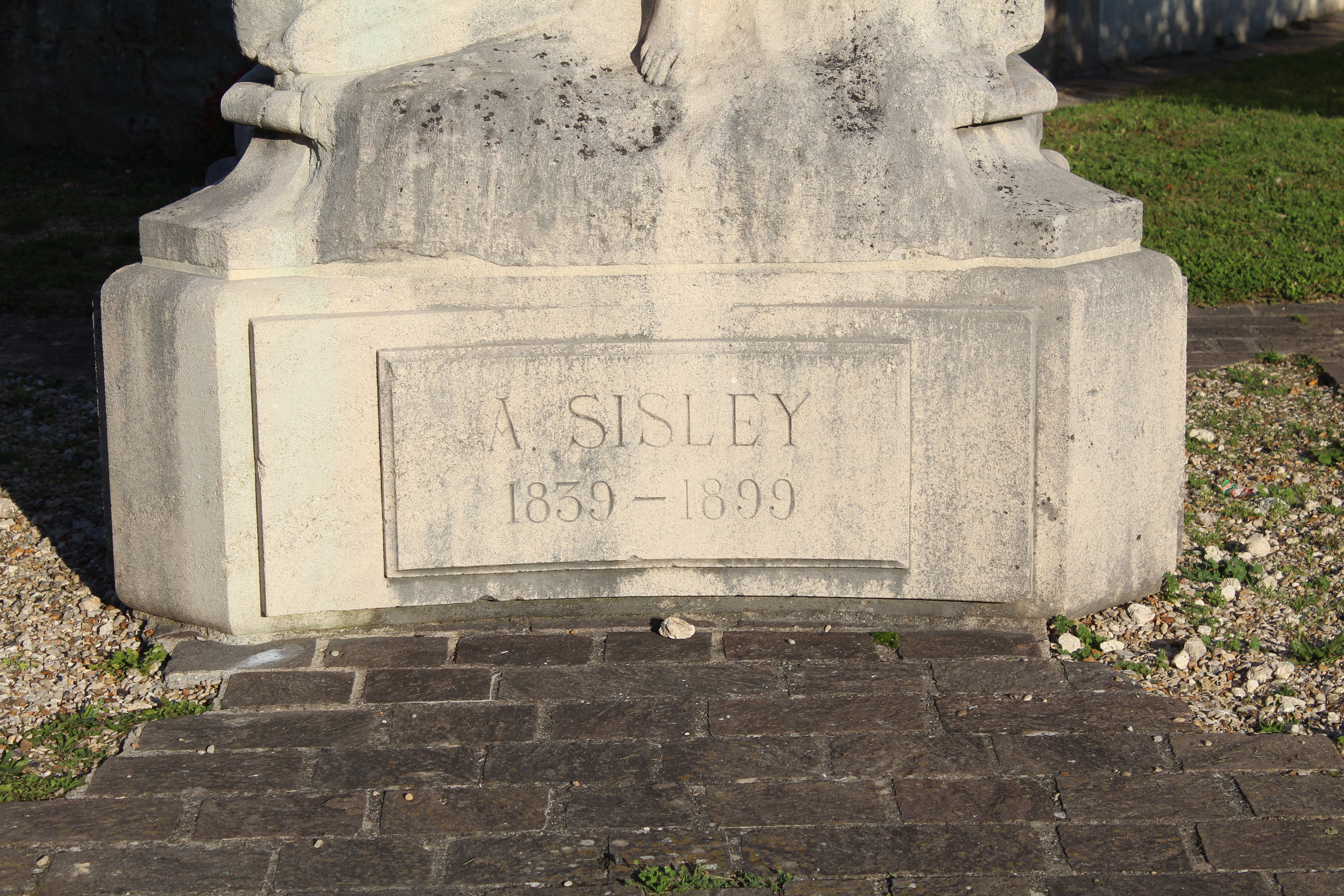
Inscription : A. Sisley 1839 – 1899 gravé en bas du monument.

### Note
1. ↑  Moret est à 1 heure 50 minutes de Paris par le PLM en 1880 : , et à 48 minutes en 2024 par la ligne R du Transilien
2. ↑  Francis Picabia
3. ↑  peut être Gaston Thiesson
4. ↑  Jeanne et Pierre Sisley
5. ↑  peut être Jean-Baptiste Maillard ou  Henri Maillard (d)
6. ↑  Elie Sauvé (1840 Moret -1927 Moret), peintre